# The Pursuit of Happiness (film, 1934)
Pour plus de détails, voir Fiche technique et Distribution.
The Pursuit of Happiness est un film américain réalisé par Alexander Hall, sorti en 1934.

## Fiche technique
- Titre : The Pursuit of Happiness
- Réalisation : Alexander Hall
- Assistant-réalisateur : Ewing Scott
- Scénario : J. P. McEvoy (en), Virginia Van Upp et Stephen Morehouse Avery d'après la pièce de Lawrence Langner et Armina Marshall
- Photographie : Karl Struss
- Montage : James Smith
- Musique : Heinz Roemheld, Tom Satterfield
- Direction artistique : Hans Dreier, Bernard Herzbrun
- Décors :
- Costumes : Travis Banton
- Son : Harry Lindgren
- Producteur : Arthur Hornblow Jr
- Producteur exécutif : Emanuel Cohen
- Société de production : Paramount Pictures
- Société de distribution : Paramount Pictures
- Pays de production : États-Unis
- Format : Noir et blanc — 35 mm — 1,37:1 — Son : Mono
- Genre : Comédie
- Durée : 75 minutes (1 h 15)
- Dates de sortie : 
  - États-Unis : 1934

## Distribution
- Francis Lederer : Max Christmann
- Joan Bennett : Prudence Kirkland
- Charles Ruggles : Aaron Kirkland
- Mary Boland : Comfort Kirkland
- Walter Kingsford : Lyman Banks
- Minor Watson : Colonel Sherwood
- Adrian Morris : Thad Jennings
- Barbara Barondess (en) : Meg Mallory
- Duke York (en) : Jonathan
- Burr Caruth : Myles
- Jules Cowles : la personne ivre
- Irving Bacon : Bijah
- Spencer Charters : Sam Evans
- Holmes Herbert : Sir Henry Clinton